# جون ر. بروك
جون ر. بروك (بالإنجليزية: John R. Brooke)‏ هو ضابط أمريكي وكوبي، ولد في 21 يوليو 1838 في فيلادلفيا في الولايات المتحدة، وتوفي بنفس المكان في 5 سبتمبر 1926.

## وصلات خارجية
- جون ر. بروك على موقع الموسوعة البريطانية (الإنجليزية)